# Аю Маулида
Аю́ Маули́да Пу́три (индон. Ayu Maulida Putri; род. 11 июля 1997, Сурабая) — индонезийская модель, общественный деятель и благотворительница, победительница конкурса красоты «Мисс Путри Индонезия 2020», участница конкурса красоты «Мисс Вселенная 2020». Посол Народного консультативного конгресса.

## Биография

### Происхождение и образование
Аю Маулида родилась 11 июля 1997 года в Сурабае в аристократической семье и была вторым из трёх детей. Она получила домашнее образование в соответствии со своим знатным происхождением. По собственному признанию, Аю мечтала стать фотомоделью с детства, но её мать консервативная мусульманка не одобряла выбор своей дочери.
Она закончила юридический факультет Университета Аирлангга, в котором обучалась три с половиной года.

### Карьера
Маулида начала карьеру в возрасте 14 лет и принимала участие в ряде конкурсов красоты, среди которых были Неделя моды в Джакарте и Неделя моды в Индонезии. В марте 2019 года она стала победительницей конкурса «Лицо Индонезии 2019», где она также выиграла награду «Лучшая модель-девушка на подиуме». В том же году Аю принимала участие на конкурсе красоты «Лицо Азии 2019», победительницей которого она стала.
В феврале 2020 года Аю стала победительницей регионального конкурса «Путри Индонезия Восточная Ява», что позволило ей принять участие на «Путри Индонезия 2020». 6 марта 2020 года Аю Маулида стала победительницей национального конкурса красоты и победа в нём позволила ей участвовать на международном конкурсе «Мисс Вселенная 2020». В мае 2021 года на 69-м конкурсе «Мисс Вселенная» в Холливуде Маулида вошла в топ-21 полуфиналисток.

### Деятельность
В марте 2020 года Аю Маулида вместе с другими «королевами» Аю Сарасвати и Джихане Альмирой Чедид была избрана послом Народного консультативного конгресса. 3 апреля того же года Маулида и Рейса Картикасари были выбраны в рабочую группу целевую группу по ускорению реагирования на СOVID-2019. Во время пандемии COVID-19 она обратилась к жителям страны и объяснила им меры безопасности против вируса.
Она является членом неправительственной организации «#SenyumDesa», которая ведёт благотворительную деятельность, посещая деревни в отдалённой части страны и помогая нуждающимся.